# Формула води (гурт)
Формула води — український синті-поп гурт.

## Історія гурту
Олександр Войтович закінчив Львівський політехнічний інститут в 1982 році та Рівненський інститут культури в 1993-му. Музику почав писати з 1985 року. У 1991–1993 рр. працював у Польщі як денсовий співак.
З 1994 р. Войтович працював на львівській студії звукозапису «Мелос» аранжувальником, де 1 лютого 1994 року ним та співачкою Ольгою Буньо був створений гурт «Формула води».
Популярність до гурту прийшла у 1995 році, коли на «Червоній руті-95» (м. Севастополь) гурт став переможцем у жанрі танцювальної музики і став володарем спеціальної відзнаки фестивалю за створення яскраво національно-виражених творів у сучасній танцювальній музиці. Композиція «Супер пан Стефан» (сл. В. Прасоленка) стала найкращим шлягером фестивалю «Червона рута-95». У тому ж таки 1995 році Ольга Буньо покинула гурт.
У 1996 році лейбл «NAC» видав перший альбом гурту під назвою «Нічна забава». 
Цього ж року гурт підписав контракт із  мистецькою агенцією «Територія А», де отримав нове дихання та популярність. У 1996–1997 роках Войтович паралельно був ведучим рубрики «Реверс» хіт-параду «Територія А». У 1997 році до гурту приєднується тернопільська співачка Ольга Козловська, а у невдовзі і співачка та гітаристка Наталя Полюхович. 1998 році виходить новий альбом гурту під назвою «Помандруєм», найвідомішою композицією якого стає пісня «Маленька красуня». У співпраці з «Територією А» та продюсером Олександром Бригинцнм були створені кліпи «Все мине», «Падають банани», «Помандруєм», «Маленька красуня».  У 1999 році Войтович стає викладачем кафедри естрадного співу Київського національного університету культури і мистецтв. У 1999 році Наталя Полюхович покинула гурт і невдовзі колектив припинив своє існування.

## Учасники гурту
- Олександр Войтович
- Ольга Козловська
- Наталя Полюхович
- Ольга Буньо

## Альбоми
- Нічна забава (1996)
- Помандруєм (1998)
- Формула води

## Відеокліпи
- Води гірський кришталь
- Все мине
- Маленька красуня
- Помандруєм
- Падають банани
- Парасолька